# Ágh Aladár
Jékei Ágh Aladár, Ágh Aladár Tamás János (Kassa, 1871. december 28. – Budapest, 1916. szeptember 20.) színész, igazgató. 

## Életpályája
Ágh Gábor megyei tisztviselő és Kohányi Erzsébet fia. Kezdetben a papi, később pedig a jogi pályára készült. 1892-ben Kömley Gyulánál színésznek csapott fel és egészen fiatalon, 1896-ban, színigazgató lett. Az 1896–97-es évadra társult Baranyai (Beranek) Mihállyal, hogy a kezdeti anyagi nehézségeken felülkerekedhessen. 1898 nyarán úgy döntött, hogy társulatát feloszlatja, ezután vidéken lépett fel. 1904-ben végleg visszavonult. Később irodavezető lett Réti L. Pál színházi ügynökségénél.

## Fontosabb színházi szerepei
- Dörgő (Géczi I.: A Sárdi-ház)
- Galambos (Szentpétery Zs.: Tündérlak Magyarhonban)
- Kullancs Misi (Szigeti J.: A vén bakancsos...)
- Boldizsár (Shakespeare: Rómeó és Júlia).

## Működési adatai
1892–93: Balogh Árpád; 1893–94: Monori Sándor; 1894–95: Polgár Károly; 1895–96: Veszpréminé Ágh Ilona. 
Igazgatóként: 1896: Csongrád, Battonya, Zenta, Kiskunhalas, Nyíregyháza; 1897: Beregszász, Munkács, Huszt, Nagyszőllős, Nagymihály, Homonna, Gálszécs, Sárospatak, Muraszombat, Csáktornya; 1898: Gyergyószentmiklós, Csíkszereda, Győr, Kapuvár, Csoma; 1898–99: Szatmár.